# Serge Ibaka
Serge Jonás Ibaka Ngobila (* 18. září 1989 Brazzaville) je španělský basketbalista konžského původu. Je vysoký 211 cm a hraje nejčastěji na pivotu. Je znám pod přezdívkou „Ma Fuzzy“, odkazující na jeho bojovnost a vytrvalost.
Pochází z osmnácti dětí, jeho otec byl basketbalovým reprezentantem Konga a jeho matka hrála za národní tým Zairu. Začínal v týmu Inter Club Brazzaville a v roce 2006 byl nejlepším střelcem afrického šampionátu do 18 let, kde jeho tým obsadil čtvrté místo. V roce 2007 odešel do Evropy, kde hrál za Étoile sportive Prissé-Mâcon, CB L'Hospitalet a Bàsquet Manresa. Roku 2008 byl prvním konžským basketbalistou ve vstupním draftu NBA a od následujícího roku nastupoval za Oklahoma City Thunder. Při výluce NBA v roce 2011 hrál euroligu za Real Madrid Baloncesto. Téhož roku se stal španělským občanem. Se španělskou reprezentací vyhrál mistrovství Evropy v basketbalu mužů 2011 a získal stříbrnou medaili na Letních olympijských hrách 2012. Startoval také na mistrovství světa v basketbalu mužů 2014, kde Španělé vypadli ve čtvrtfinále.
V letech 2012 a 2013 byl nejlepším blokařem National Basketball Association, v roce 2012 vyhrál s Oklahomou západní konferenci NBA. V roce 2016 přestoupil z Oklahomy do klubu Orlando Magic a od roku 2017 hrál za Toronto Raptors. V roce 2019 s Torontem vyhrál NBA. V následující sezóně tým opustil a působil v Los Angeles Clippers a Milwaukee Bucks, od února 2023 je bez angažmá.  
Byl zvolen do vedení hráčské organizace National Basketball Players Association. Finančně podporuje projekty Dětského fondu Organizace spojených národů na pomoc Africe. Jeho koníčkem je vaření, má vlastní kuchařskou show How Hungry Are You? Byl také oceněn časopisem Vanity Fair za elegantní styl oblékání. S francouzským rapperem konžského původu Ninhem nahrál skladbu „Champion“. V letech 2012 až 2016 žil Ibaka se zpěvačkou Keri Hilson. 